# DJ Mag
A DJ Mag (também conhecida como DJ Magazine) é uma revista mensal britânica dedicada à música eletrônica e aos DJs. Fundada em 1991, a revista é adaptada para distribuição em vários países, incluindo Reino Unido, Estados Unidos, Espanha, França, Itália, América Latina, China, Coreia do Sul, Brunei, Indonésia, Índia, Sri Lanka, Omã, Arábia Saudita, Emirados Árabes Unidos, Alemanha, Canadá, Rússia, Belarus e Países Baixos.

## História
Uma versão anterior da revista surgiu no final dos anos 1980, quando era conhecida como Disc Jockey Magazine. O nome foi posteriormente alterado para Jocks Magazine, mas a publicação passou por uma reestruturação pouco tempo depois. Após esse processo, a primeira edição da DJ Magazine foi lançada em meados de 1991, inicialmente como uma publicação semanal, com Chris Mellor como seu primeiro editor. Na época, a revista já era a mais vendida no Reino Unido para disc jockeys e amplamente considerada uma das principais publicações nos crescentes cenários de house e rave.
A edição inaugural contou com artistas como Frankie Knuckles e Ragga Twins. Em 1992, devido ao aumento na carga de trabalho, a revista passou a ser publicada quinzenalmente, formato que se manteve até 2008. Nos dois primeiros anos, a equipe editorial votava para eleger o DJ do Ano, uma lista que inicialmente era curta, mas que se expandiu para o Top 100, apresentado pela primeira vez na centésima edição da revista, em 21 de outubro de 1993.
Em 1994, a banda Underworld apareceu na capa, em parte devido ao seu álbum inovador. Outros artistas em destaque nesse ano incluíam nomes consolidados como Armand van Helden e Erick Morillo. No verão de 1995, a revista começou a cobrir regularmente Ibiza, devido ao aumento da popularidade do destino como ponto de referência para baladas eletrônicas; também participou da Winter Music Conference em Miami, Estados Unidos.  Em 1997, a capa trouxe a dupla britânica de house Basement Jaxx. Artistas que apareceram na capa no final dos anos 1990 incluíram Jeff Mills, Deep Dish, Orbital, Laurent Garnier e Danny Tenaglia.
Em 1999, a revista destacou DJs na capa ao explorar o crescimento da música Trance. A publicação também discutia extensivamente o uso de drogas e sua prevalência na cena da música eletrônica.
No final de 2000, a revista lançou seu primeiro site piloto. Em novembro daquele ano, a Highbury House Communications adquiriu a Nexus, editora da revista, e o escritório editorial foi transferido para Kentish Town, no norte de Londres. Em 2001, a jornalista Lesley Wright, então editora da publicação escocesa de dance music M8 Magazine, foi contratada para substituir Chris Mellor como editora-chefe após 10 anos no cargo.
Em 2002, Fatboy Slim foi destaque na edição de julho, após seu evento gratuito em Brighton, Inglaterra, atrair cerca de 250 mil pessoas. Em 2003, a empresa-mãe da publicação se fundiu com a editora WVIP. A partir de 2005, a revista começou a expandir sua distribuição internacional, incluindo locais na América Central, América do Sul, Alemanha, França e Espanha. Em 2006, a revista foi vendida para a Future plc, uma das maiores empresas de mídia do Reino Unido. Desde 2008, o título é de propriedade e operado pela editora independente Thrust Publishing Ltd.
Em 2011, a revista foi lançada nos Estados Unidos. Após 10 anos à frente da publicação, Lesley Wright foi substituída por Carl Loben como editor. Em 2012, a produção foi alterada para um formato mensal. Atualmente, os proprietários da publicação estão em busca de expansão para novos mercados por meio de acordos de licenciamento no Oriente Médio, Austrália, Índia, Malásia, Cingapura, Vietnã, Japão e China.
O formato atual da revista inclui seções sobre notícias da indústria da música eletrônica, artigos regulares, resenhas de clubes, música dance/EDM, equipamentos técnicos; além de listas Top 100 e cobertura de eventos de EDM em ascensão. A DJ Mag realiza uma série de premiações, incluindo as enquetes Top 100 DJs, Top 100 Clubs, Top 100 Festivais, Best of British Awards e os Tech Awards.

## Publicações atuais
Atualmente, DJ Magazine inclui:
- DJ Mag – uma revista impressa mensal lançada em 1991, atualmente publicada sob licença pela Thrust Publishing Ltd.
- djmag.com – o site da revista, lançado em 2000.
- DJ Mag Ibiza – uma revista impressa especializada publicada em Ibiza, na Espanha, que já teve mais de 100.000 cópias impressas.
- Top 100 DJs Poll – a maior enquete mundial de DJs, atraindo um grande número de votantes por ano e estimando cerca de 10 milhões de visualizações para os resultados quando divulgados.
- Top 100 Clubs Poll – uma votação para determinar os melhores clubes do mundo. Originalmente, apenas DJs podiam votar, mas em 2010 o processo foi aberto ao público.
- Best of British Awards – uma votação anual que reconhece os artistas, locais e plataformas britânicas favoritos da revista e de seus leitores a cada ano.

## Top 100 DJs

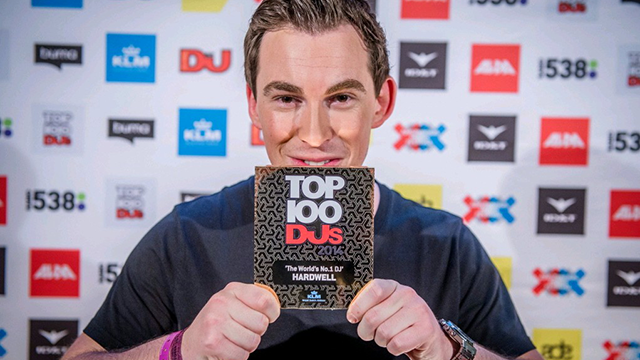
Hardwell segurando o troféu de DJ número 1 em 2014.

A maior atração da revista é uma votação pública dos 100 DJs mais populares do mundo. Em 2015, a votação recebeu mais de um milhão de votos, tornando-se a maior pesquisa musical do mundo. Danny Rampling foi o primeiro a ser nomeado o DJ número um do mundo pelos jornalistas da revista em 1991. Em 1992, Smokin Jo foi eleita a DJ número um pelos editores, sendo a única mulher a ter alcançado essa posição. Em 1993, para celebrar a 100ª edição da DJ Magazine, a revista introduziu uma lista Top 100 que ainda era compilada pela equipe editorial até 1996. Nos cinco anos anteriores, o sistema de seleção de indicados e votação para determinar os vencedores era semelhante ao dos prêmios Grammy e Brit Awards, com especialistas da indústria da música eletrônica (neste caso, jornalistas) decidindo quem era indicado e quem ganhava o prêmio. No entanto, em 1997, a decisão foi tomada pela publicação para permitir que os leitores da revista escolhessem quem consideravam o melhor DJ do mundo. Nesse ano, o britânico Carl Cox foi o primeiro a vencer o prêmio Top 100 DJs por voto popular.  Os DJs holandeses Armin van Buuren e Martin Garrix compartilham o recorde de mais vitórias, com cinco cada.

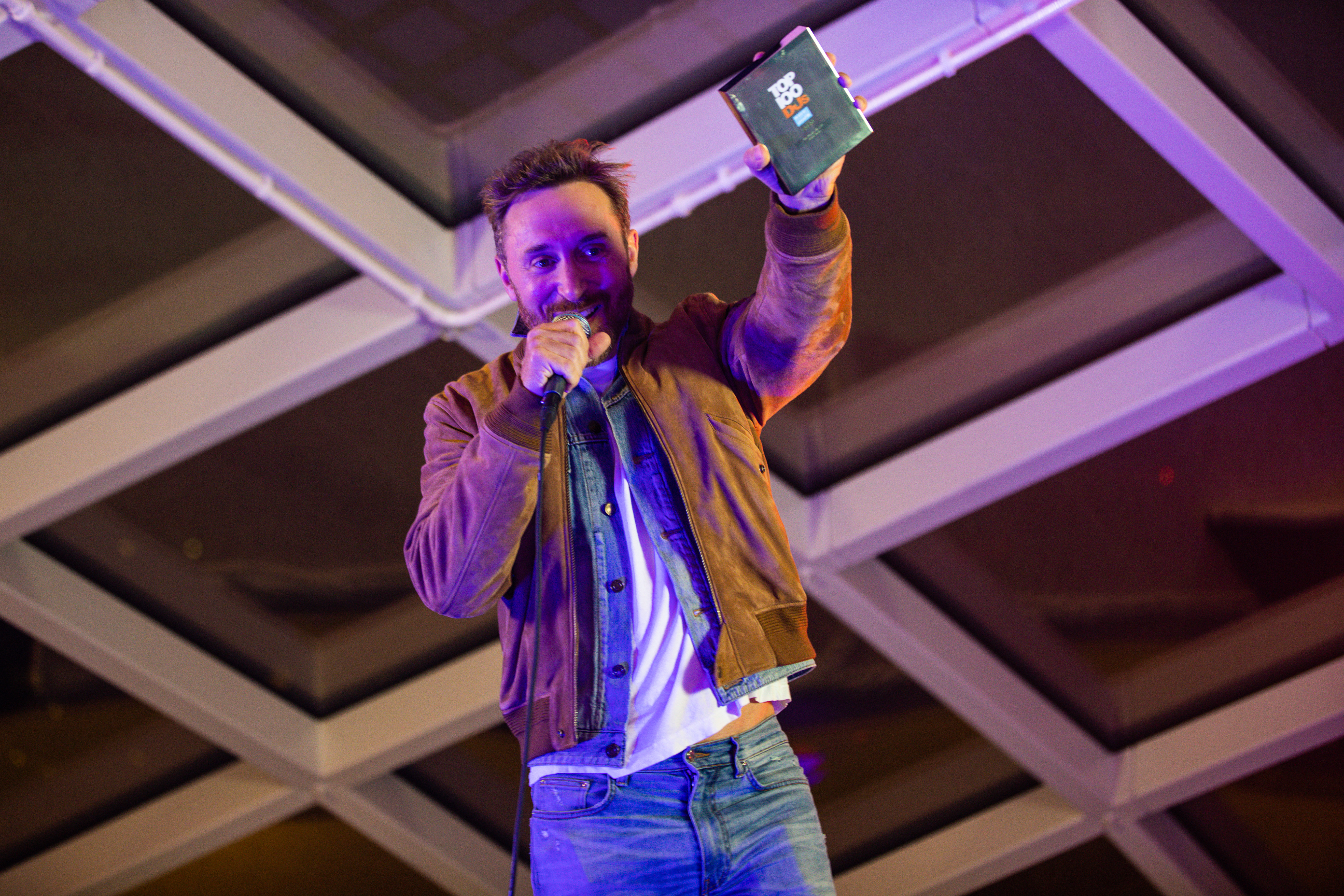
David Guetta durante a premiação de 2020

Tradicionalmente, a festa de premiação da votação era realizada na boate Ministry of Sound, em Londres. Para a votação de 2011, o evento foi realizado fora do Reino Unido pela primeira vez na história, sendo realizado na edição daquele ano do Amsterdam Dance Event. As cerimônias de premiação de 2012 e 2013 ocorreram no dia 19 de outubro, no mesmo evento. Até 2002, pelo menos um DJ britânico fazia parte do top 3, mas desde 2003, pelo menos dois DJs holandeses passaram a figurar entre os três primeiros. Em 2015, a festa de premiação dos Top 100 DJs aconteceu como destaque do Amsterdam Music Festival. Mais de 40.000 pessoas presenciaram a coroação dos vencedores de 2015, Dimitri Vegas & Like Mike. Após o evento em Amsterdã, os DJs vencedores foram levados a Londres, onde se apresentaram em um show com ingressos esgotados na Brixton Academy.
O Top 100 DJs é considerado extremamente importante para os DJs, pois influencia seus cachês e nível atual de popularidade. É comum que os DJs façam campanhas para conseguir votos, algo permitido pela revista. O DJ holandês Hardwell, por exemplo, uma vez fez um salto de paraquedas como parte de sua campanha; David Guetta costuma criar vídeos animados para sua campanha de votação; já Dimitri Vegas & Like Mike lançaram uma mixagem exclusiva para seus fãs durante a campanha de 2015.

## Resultados
O Top 100 DJs da DJ Magazine é uma votação anual realizada pela revista para eleger o DJ número um do mundo. A pesquisa começou em 1991 e, nos dois primeiros anos, os jornalistas da revista selecionavam os 100 melhores DJs do ano. Em 1993, a votação foi ampliada para uma lista dos 100 melhores DJs do mundo, ainda determinada pelos jornalistas. Em 1997, a revista abriu a votação ao público, formato que continua sendo utilizado até hoje.
| Ano  | 1° Lugar       | 2° Lugar        | 3° Lugar       |
| ---- | -------------- | --------------- | -------------- |
| 1991 | Danny Rampling | Graeme Park     | Mike Pickering |
| 1992 | Smoking Jo     | —               | —              |
| 1993 | Aba Shanti-l   | Alfredo Fiorito | Stu Allan      |
| 1994 | —              | —               | —              |
| 1995 | Judge Jules    | —               | —              |
| 1996 | Carl Cox       |                 |                |

| Ano  | 1° Lugar                  | 2° Lugar                  | 3° Lugar                  | 4° Lugar             | 5° Lugar                  | Ref    |
| ---- | ------------------------- | ------------------------- | ------------------------- | -------------------- | ------------------------- | ------ |
| 1997 | Carl Cox                  | Paul Oakenfold            | Sasha                     | Judge Jules          | Tony De Vit               | [ 13 ] |
| 1998 | Paul Oakenfold            | Carl Cox                  | Judge Jules               | Pete Tong            | Sasha                     | [ 14 ] |
| 1999 | Paul Oakenfold            | Carl Cox                  | Sasha                     | Judge Jules          | Paul Van Dyk              | [ 15 ] |
| 2000 | Sasha                     | Paul Oakenfold            | John Digweed              | Paul Van Dyk         | Carl Cox                  | [ 16 ] |
| 2001 | John Digweed              | Sasha                     | Danny Tenaglia            | Paul Van Dyk         | Paul Oakenfold            | [ 17 ] |
| 2002 | Tiësto                    | Sasha                     | John Digweed              | Paul Van Dyk         | Armin Van Buuren          | [ 18 ] |
| 2003 | Tiësto                    | Paul Van Dyk              | Armin Van Buuren          | Sasha                | John Digweed              | [ 19 ] |
| 2004 | Tiësto                    | Paul Van Dyk              | Armin Van Buuren          | Sasha                | Ferry Corsten             | [ 20 ] |
| 2005 | Paul Van Dyk              | Tiësto                    | Armin Van Buuren          | Sasha                | Ferry Corsten             | [ 21 ] |
| 2006 | Paul Van Dyk              | Armin Van Buuren          | Tiësto                    | Christopher Lawrence | DJ Dan                    | [ 22 ] |
| 2007 | Armin Van Buuren          | Tiësto                    | John Digweed              | Paul Van Dyk         | Sasha                     | [ 23 ] |
| 2008 | Armin Van Buuren          | Tiësto                    | Paul Van Dyk              | Above & Beyond       | David Guetta              | [ 24 ] |
| 2009 | Armin Van Buuren          | Tiësto                    | David Guetta              | Above & Beyond       | Paul Van Dyk              | [ 25 ] |
| 2010 | Armin Van Buuren          | David Guetta              | Tiësto                    | Deadmau5             | Above & Beyond            | [ 26 ] |
| 2011 | David Guetta              | Armin Van Buuren          | Tiësto                    | Deadmau5             | Above & Beyond            | [ 27 ] |
| 2012 | Armin Van Buuren          | Tiësto                    | Avicii                    | David Guetta         | Deadmau5                  | [ 28 ] |
| 2013 | Hardwell                  | Armin Van Buuren          | Avicii                    | Tiësto               | David Guetta              | [ 29 ] |
| 2014 | Hardwell                  | Dimitri Vegas & Like Mike | Armin Van Buuren          | Martin Garrix        | Tiësto                    | [ 30 ] |
| 2015 | Dimitri Vegas & Like Mike | Hardwell                  | Martin Garrix             | Armin Van Buuren     | Tiësto                    | [ 31 ] |
| 2016 | Martin Garrix             | Dimitri Vegas & Like Mike | Hardwell                  | Armin Van Buuren     | Tiësto                    | [ 32 ] |
| 2017 | Martin Garrix             | Dimitri Vegas & Like Mike | Armin Van Buuren          | Hardwell             | Tiësto                    | [ 33 ] |
| 2018 | Martin Garrix             | Dimitri Vegas & Like Mike | Hardwell                  | Armin Van Buuren     | David Guetta              | [ 34 ] |
| 2019 | Dimitri Vegas & Like Mike | Martin Garrix             | David Guetta              | Armin Van Buuren     | Marshmello                | [ 35 ] |
| 2020 | David Guetta              | Dimitri Vegas & Like Mike | Martin Garrix             | Armin Van Buuren     | Alok                      | [ 36 ] |
| 2021 | David Guetta              | Martin Garrix             | Armin Van Buuren          | Alok                 | Dimitri Vegas & Like Mike | [ 37 ] |
| 2022 | Martin Garrix             | David Guetta              | Dimitri Vegas & Like Mike | Alok                 | Armin Van Buuren          | [ 38 ] |
| 2023 | David Guetta              | Dimitri Vegas & Like Mike | Martin Garrix             | Alok                 | Armin Van Buuren          | [ 39 ] |
| 2024 | Martin Garrix             | David Guetta              | Dimitri Vegas & Like Mike | Alok                 | Timmy Trumpet             | [ 40 ] |

## Premiações
| Ano  | Premiação | Categoria                    | Resultado | Ref    |
| ---- | --------- | ---------------------------- | --------- | ------ |
| 2003 | IDMA      | Best Dance Music Publication | Venceu    | [ 41 ] |
| 2004 | IDMA      | Best Dance Music Publication | Venceu    | [ 42 ] |
| 2005 | IDMA      | Best Dance Music Publication | Venceu    | [ 43 ] |
| 2006 | IDMA      | Best Dance Music Publication | Venceu    | [ 44 ] |
| 2007 | IDMA      | Best Music Publication       | Venceu    | [ 45 ] |
| 2008 | IDMA      | Best Music Publication       | Venceu    | [ 46 ] |
| 2009 | IDMA      | Best Music Publication       | Venceu    | [ 47 ] |
| 2010 | IDMA      | Best Music Publication       | Venceu    | [ 48 ] |
| 2011 | IDMA      | Best Music Publication       | Venceu    | [ 49 ] |
| 2012 | IDMA      | Best Music Media Resource    | Venceu    | [ 50 ] |
| 2013 | IDMA      | Best Music Media Resource    | Venceu    | [ 51 ] |
| 2014 | IDMA      | Best Music Media Resource    | Venceu    | [ 52 ] |
| 2015 | IDMA      | Best Music Media Resource    | Venceu    | [ 53 ] |
| 2016 | IDMA      | Best Music Media Resource    | Venceu    | [ 54 ] |